# Шелбівілл (Міссурі)
Шелбівілл (англ. Shelbyville) — місто (англ. city) в США, в окрузі Шелбі штату Міссурі. Населення — 518 осіб (2020).

## Географія
Шелбівілл розташований за координатами 39°48′26″ пн. ш. 92°2′24″ зх. д. / 39.80722° пн. ш. 92.04000° зх. д. (39.807328, -92.039887).  За даними Бюро перепису населення США в 2010 році місто мало площу 2,12 км², з яких 2,01 км² — суходіл та 0,11 км² — водойми.

## Демографія
Згідно з переписом 2010 року, у місті мешкали 552 особи в 240 домогосподарствах у складі 151 родини. Густота населення становила 260 осіб/км².  Було 279 помешкань (131/км²).
Расовий склад населення:
| - 98,4 % — білих - 0,4 % — чорних або афроамериканців - 0,2 % — корінних американців |

До двох чи більше рас належало 1,1 %. Частка іспаномовних становила 1,3 % від усіх жителів.
За віковим діапазоном населення розподілялося таким чином: 23,6 % — особи молодші 18 років, 55,7 % — особи у віці 18—64 років, 20,7 % — особи у віці 65 років та старші. Медіана віку мешканця становила 44,8 року. На 100 осіб жіночої статі у місті припадало 93,7 чоловіків;  на 100 жінок у віці від 18 років та старших — 90,1 чоловіків також старших 18 років.
Середній дохід на одне домашнє господарство  становив 50 797 доларів США (медіана — 37 083), а середній дохід на одну сім'ю — 64 534 долари (медіана — 56 250). Медіана доходів становила 34 000 доларів для чоловіків та 29 167 доларів для жінок. За межею бідності перебувало 10,4 % осіб, у тому числі 11,0 % дітей у віці до 18 років та 15,6 % осіб у віці 65 років та старших.
Цивільне працевлаштоване населення становило 258 осіб. Основні галузі зайнятості: освіта, охорона здоров'я та соціальна допомога — 28,3 %, будівництво — 18,2 %, мистецтво, розваги та відпочинок — 9,7 %, публічна адміністрація — 7,4 %.